# Скупштина у Борку
Скупштина у Борку је одржана 15. августа 1805. На њој је донета одлука о оснивању Правитељствујушчег совјета сербског као централног органа власти у устаничкој Србији. Међу појединим устаничким и нахијским старешинама тежњи да се њиме донекле ограничи Карађорђева власт. 

## Скупштина у Борку
После победе иа Иванковцу, Карађорђе закаже састанак народне скупштине у селу Борку за дан 15. августа 1805. Требало је да се на тој скупштини ударе прве основе власти у ослобођеним крајевима. Застој устаничких операција омогућио је да се на тој скупштини, уз старешине, окупи велики број народа из свих нахија, тако да је скупштинских учесника било преко хиљаду.
На скупштини се расправљало о купљењу данка, о набавци војних потреба, о исплаћивању војника-најамника, о бољем уређењу власти и судова, о поправци срушених цркава и манастира, о завођењу и уређењу пошта, и о другим народним потребама.
Најважнији пак закључак скупштине у Борку јесте одлука да се оснује „Совјет" који се састоји из једног председника, 12 чланова и једног секретара, који ће на себе преузети бригу око уређења судова, судити у већим делима, уредити полицијске и административне власти и издавати потребне уредбе. Скупштина је изабрала првих шест саветника, a за председника Савета постављен је прота Матеја Ненадовић. По наредби Карађорђевој, Савет се инсталирао у Манастиру Вољавчи, y Рудничкој нахији.
Што се тиче избора саветника за нахије које нису биле у Савету заступљене, одређено је да се за сваки округ одрже посебне окружне скупштине, састављене из „буљукбаша, калуђера, попова, кметова и од простог народа“ које ће изабрати „најбољега и најправдољубијега човека, „у коме има поверење“, па ће га упутити у Савет. Народ ће му дати и потребно пуномоћство за улазак у Савет, са потписима свих који су га бирали, и он ће ступити у дејство тек кад се закуне.